# Центральний банк Соломонових Островів

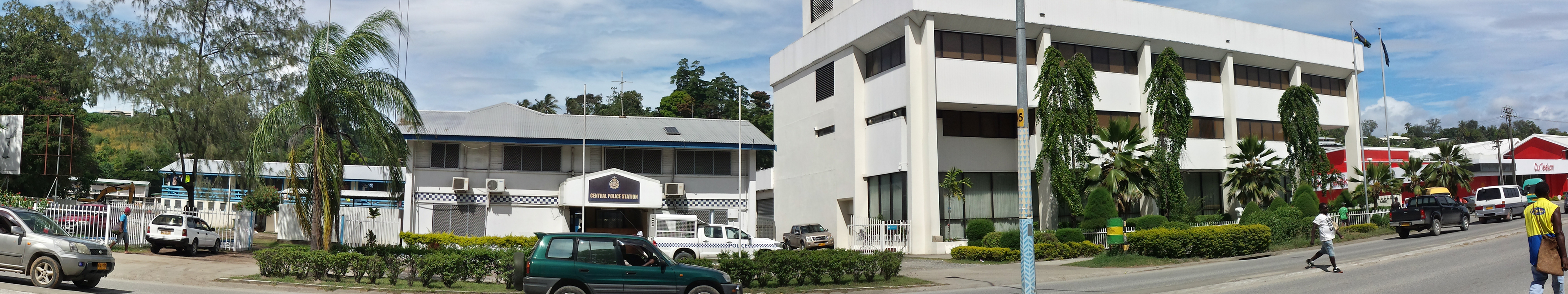
Центральний банк і Центральна поліція

Центральний банк Соломонових Островів — центральний банк Соломонових Островів, розташований у столиці Хоніара. Банк був створений у лютому 1983 року відповідно до Закону про Центральний банк Соломонових Островів 1976 року. Нинішній голова правління — доктор Люк Форау.

## Функції
Його офіційними функціями відповідно до Закону є:
- регулювати випуск, пропозицію, доступність та міжнародний обмін грошей;
- консультування уряду з банківських та монетарних питань;
- сприяти монетарній стабільності;
- нагляд та регулювання банківського сектору;
- сприяння розвитку здорової фінансової структури;
- створення фінансових умов, сприятливих для впорядкованого та збалансованого економічного розвитку Соломонових Островів.

Банк бере участь у розробці політики сприяння фінансовій доступності та є членом Альянсу за фінансову доступність.